# Todd Webb

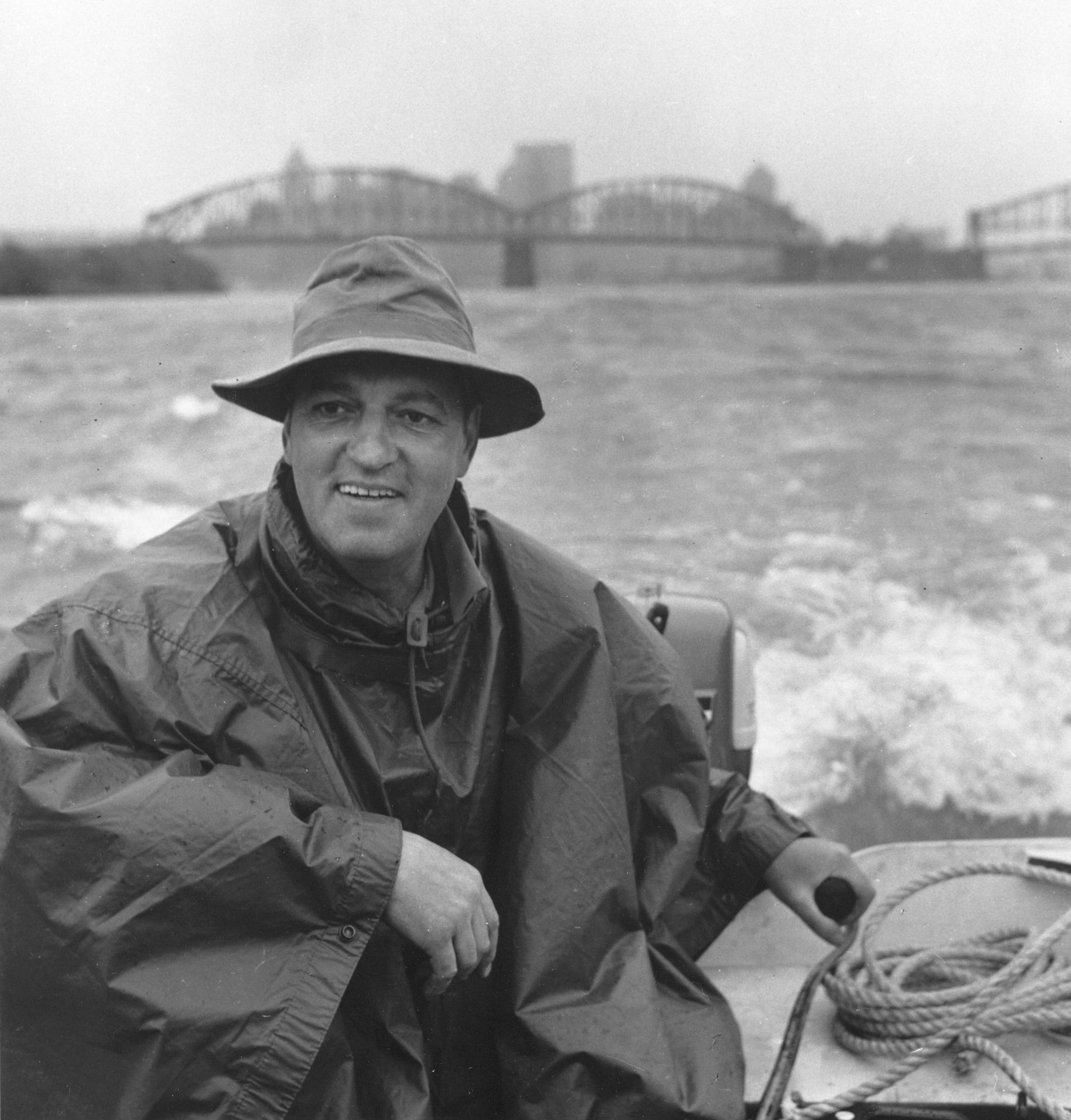
Todd Webb auf dem Ohio River im Jahr 1955

Todd Webb (* 5. September 1905 in Detroit, Michigan; † 15. April 2000 in Lewiston, Maine) war ein amerikanischer Fotograf.
Webb wurde vor allem für seine Straßen- und Architekturfotografie in New York und Paris sowie für seine Dokumentation des Amerikanischen Westens und Porträts der Malerin Georgia O’Keeffe bekannt. Sein fotografischer Stil wird mit demjenigen Berenice Abbotts, Eugene Atgets und Walker Evans’ verglichen, im Gegensatz zu diesen erlangte Webb jedoch zeit seines Lebens eine weitaus geringere Bekanntheit. Webbs Werk wird heute in größeren Kunstmuseen gezeigt, darunter das Museum of Modern Art in Manhattan und die National Gallery of Art in Washington, D.C.

## Leben und Werk
Todd Webb wuchs in Michigan sowie in einer Quäkergemeinde in der kanadischen Provinz Ontario auf. Gegen Ende der 1920er Jahre verlor er sein zuvor als Börsenmakler verdientes Geld in der Weltwirtschaftskrise. Im Jahr 1929 zog er nach Kalifornien, wo er während der Great Depression für ein geringes Gehalt als Prospektor und Ranger arbeitete. Zu dieser Zeit begann auch sein Interesse an der Fotografie. Anschließend kehrte er nach Detroit zurück und trat dort 1938 dem Chrysler Camera Club bei. Unter der Anleitung von Ansel Adams entwickelte Webb in Detroit einen sachlich-realistischen Ansatz im Stile der „straight photography“.
Während des Zweiten Weltkrieges diente Webb als Fotograf in der United States Navy und ging anschließend nach New York, wo er sich mit dem Fotografen Alfred Stieglitz und dessen Frau, der Malerin Georgia O’Keeffe, anfreundete. Stieglitz machte ihn mit Beaumont Newhall bekannt, der Webbs erste größere Ausstellung im Museum of the City of New York kuratierte. In jene Zeit fällt auch Webbs Arbeit für die amerikanische Zeitschrift Fortune, für die er Bilder im Rahmen einer Reportage über die Standard Oil Company beisteuerte. Webbs Nachtaufnahme der Esso-Raffinerie in Baton Rouge gehörte zu den ersten farbigen Titelbildern der Zeitschrift.
Von 1949 an hielt sich Webb – inzwischen auf dem Höhepunkt seiner Karriere – vier Jahre lang in Paris auf, wo er seine aus New York stammende Frau Lucille kennenlernte. Seine dort entstandenen Aufnahmen brachten ihm den Vergleich mit dem französischen Fotografen Eugène Atget ein.
Ausgestattet mit einem Guggenheim-Stipendium dokumentierte Webb in den Jahren 1955 und 1956 die Routen der frühen amerikanischen Siedler nach Oregon und Kalifornien. In dieser Zeit entstanden mehr als 7.500 Fotografien, in denen Webb den Amerikanischen Westen mit seinen Geisterstädten und anderen Hinterlassenschaften des Goldrausches dokumentierte. Einen Teil seiner Reise legte er hierbei zu Fuß zurück. Über seine Eindrücke schrieb er später in New York Times: „Ich habe dieses Land auf eine Art gesehen, wie niemals zuvor“.
Um 1961 gingen Webb und seine Frau nach Santa Fe in New Mexico. Die hier entstandenen fotografischen Porträts von Georgia O’Keeffe zeigen die als reizbar bekannte Künstlerin als ruhig und ausgeglichen. Über die Porträts O’Keeffes hinaus hielt Webb die typische Landschaft New Mexicos und die für die Künstlerin typischen Tierschädelskelette im Bild fest. In einer Besprechung von Webbs 1986 erschienenen Buch Georgia O’Keeffe, The Artist’s Landscape bemerkte die Kunstkritikerin Abigail Foerstner in der Chicago Tribune hierzu, die Bilder würden die Malerin selbst dann zum Leben erwecken, wenn sie in der Fotografie nicht präsent sei.
In späteren Jahren lebten Webb und seine Frau zunächst in der französischen Provence und im englischen Bath, bevor sie sich in die Nähe von Portland im US-Bundesstaat Maine zurückzogen. Im Jahr 2000 starb Todd Webb im Alter von 94 Jahren im Central Maine Medical Center von Lewiston.

## Buchveröffentlichungen
Zu Lebzeiten
- Gold Strikes and Ghost Towns- Doubleday Press, 1961
- The Gold Rush Trails and the Road to Oregon- Doubleday Press, 1963
- Nineteenth Century Texas Homes- University of Texas Press, 1966
- Georgia O’Keeffe, The Artist’s Landscape- Twelvetrees Press, 1984
- Todd Webb: Photographs of New York and Paris- Hallmark Cards, 1986
- Looking Back: Memoirs and Photographs of Todd Webb. University of New Mexico Press, 1991
- Todd Webb: New York, Paris, O’Keeffe, Friends. Mega Press, Japan, 1998

Posthum
- Todd Webb: A Photographer’s Welcome Home, University of Maine Press. 2008
- After Atget: Todd Webb Photographs New York and Paris. Bowdoin College Museum of Art, 2011
- Todd Webb: New York, 1946. 21st Editions, 2015
- On the Street and in the Studio; Photographs Donated by Howard Greenberg. The Dorsky Museum of Art, 2016